# Scambio di regali dell'Elefante Bianco

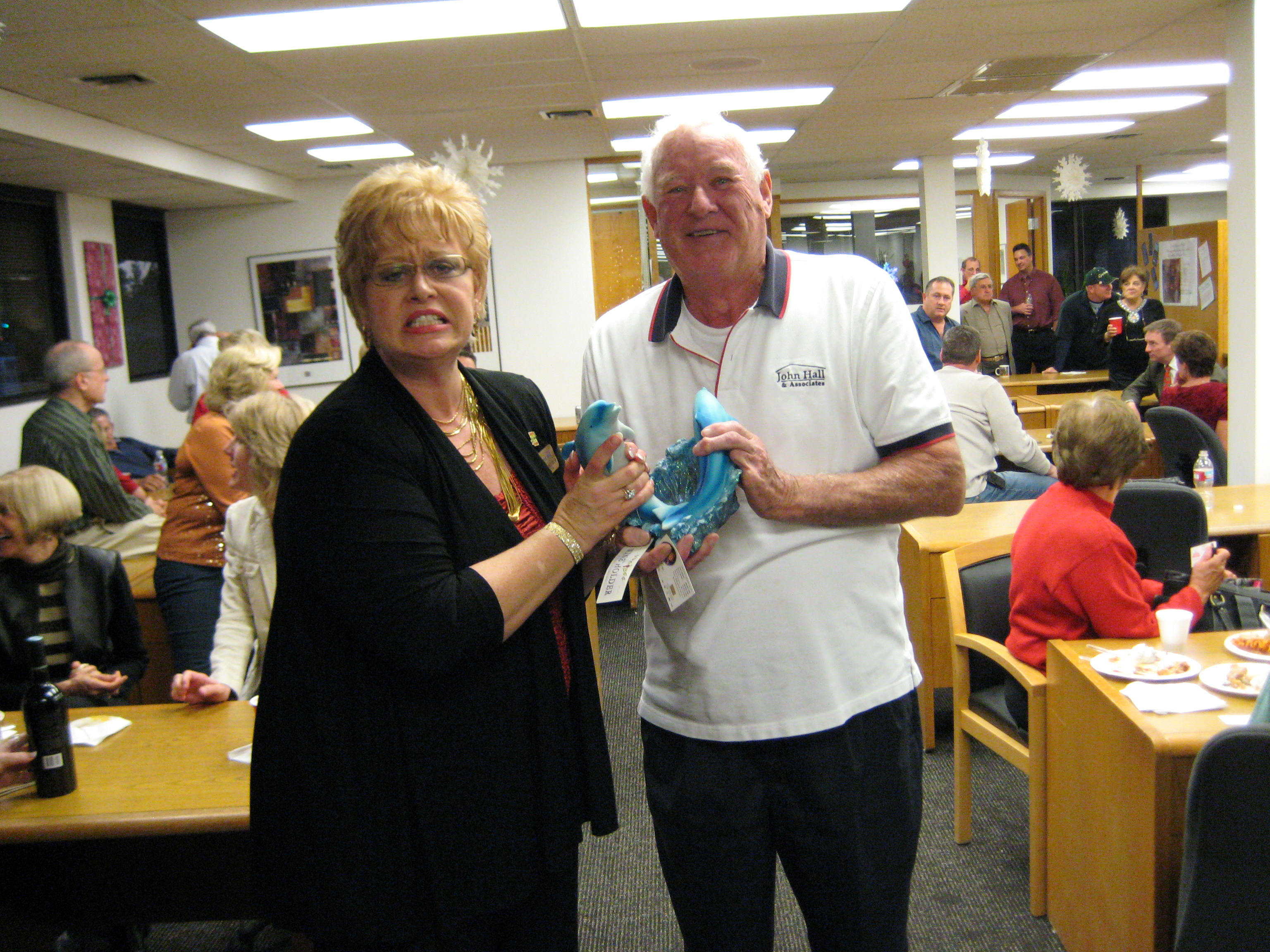
Un signore "ruba" un regalo in uno scambio di regali dell'Elefante Bianco, mentre il proprietario precedente è riluttante a rinunciarvi.

Uno scambio di regali dell'Elefante Bianco, Yankee Swap o Dirty Santa è un gioco di società, tradizionalmente praticato nei paesi anglofoni, in cui vengono scambiati regali divertenti e poco utili durante le feste. L'obiettivo di uno scambio di regali dell'elefante bianco è intrattenere i partecipanti alle feste anziché ottenere un oggetto naturalmente prezioso o molto ricercato.
Il termine elefante bianco si riferisce a un dono eccentrico e poco pratico che non può essere smaltito o svenduto facilmente. Si dice che la frase derivi dalla pratica storica del re del Siam (ora Thailandia), solito regalare rari elefanti albini ai cortigiani che lo infastidivano, in modo che i costi di manutenzione degli animali li rovinassero economicamente. Mentre il primo uso di questo termine rimane oggetto di controversia tra gli esperti, una teoria suggerisce che Ezra Cornell, nel 1828, abbia introdotto il termine nel lessico popolare grazie ai suoi innumerevoli incontri sociali.

## Regole
Ogni partecipante si procura un regalo incartato, comunemente di valore simile agli altri. I regali vengono piazzati al centro ed i partecipanti decidono in quale ordine (spesso mediante un'estrazione casuale effettuata prima dell'inizio del gioco) sceglieranno a turno un regalo. La prima persona apre un regalo ed il suo turno finisce. Nei turni successivi, ogni persona può scegliere di scartare un nuovo regalo o di rubare quello di un altro. Quando il regalo di una persona viene rubato, la persona può scegliere un altro regalo incartato da aprire o può rubare anch'essa ad un altro giocatore. Ogni regalo può essere rubato solo due volte per partita. Il gioco finisce quando tutti hanno un regalo. Alla fine di questa fase, il primo giocatore può, se lo desidera, rubare qualsiasi regalo – e secondo alcune regole, anche un regalo non in gioco. Le regole da utilizzare per il gioco dovrebbero essere decise prima che esso inizi.